# 比奇哈河
比奇哈河（烏克蘭語：Бичиха），是烏克蘭的河流，位於該國東北部，屬於斯維加河的支流，發源自斯泰普內以東，流經蘇梅州，河口處在塔博里謝西北面，河道全長29公里，流域面積266平方公里。